# USS Higbee (DD-806)
USS Higbee (DD-806) — эскадренный миноносец ВМС США типа «Гиринг» времён Второй мировой войны. Первый американский корабль, названный в честь женщины, одной из первых медсестёр ВМС США Лены Хигби, служившей на флоте во время Первой мировой войны. Эсминец был спущен на воду 13 ноября 1944 года и был введён в состав флота 27 января 1945 года под командованием Линдси Уильямсона.

## Вторая мировая война

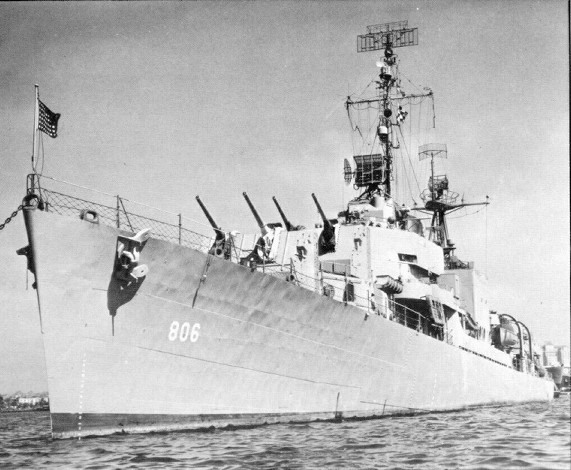
Эсминец «Хигби» в 1945 году.

Вскоре после введения в состав флота «Хигби» отплыл в Бостон, где был оборудован в эсминец радиолокационного дозора. Пробыв некоторое время на службе в Вест-Индии, 24 мая 1945 года корабль отбыл в Тихий океан, присоединившись 19 июля к 38-му Оперативному соединению в 400 милях от Токийского залива. Участвовал в военных действиях против Японии вплоть до 15 августа 1945 года. «Хигби» осуществлял поддержку в разминировании водных акваторий близ Японских островов, а также содействовал оккупационным войскам в течение последующих 7 месяцев, возвратившись в Сан-Диего 11 апреля 1946 года.
В послевоенные годы «Хигби» сделал два похода в западную часть Тихого океана, участвовал в манёврах флота у западного побережья США. Сопровождал тяжёлый крейсер «Толедо» во время официального визита в Индию и Пакистан летом 1948 года.

## Корейская война
В марте 1949 года «Хигби» переоборудован в эскадренный миноносец, получил наименование DDR-806. Когда в июне 1950 года коммунистическая Северная Корея вторглась в Южную, был незамедлительно переброшен к берегам Кореи в составе 7-го флота США. Большая часть «корейской» службы судна прошла в 77-й авианосной ударной группе быстрого реагирования ВМС США, занимающейся нанесением ударов по позициям северокорейцев. «Хигби» участвовал в обеспечении десантной операции в Инчхоне. Вернулся в Сан-Диего 8 февраля 1951 года. В последующих двух походах к берегам Кореи эсминец продолжил выполнять задачи прикрытия ударной группировки и нанесения ударов по позициям врага. В целях защиты от возможного вторжения КНР на Тайвань «Хигби» также участвовал в патрулировании Тайваньского пролива.
Возвращаясь в конце июня 1953 года в США, эсминец зашёл на 6-месячную стоянку на верфь Лонг-Бич. В ходе модернизации был расширен боевой информационный пост, установлена новая радиолокационная станция для определения высоты воздушных целей, обновлена зенитная артиллерия корабля.

## Последующая служба
В качестве эсминца радиолокационного дозора участвовал в 6-месячных тренировочных походах. В качестве корабля 7-го флота США совершил несколько дружественных визитов в Австралию, участвовал в учениях кораблей СЕАТО. 21 мая 1960 года сменилось место базирования «Хигби» на базу ВМС США в японском Йокосука. Корабль продолжал походы в Тихом океане и вдоль побережья КНР, укрепляя американское присутствие в Азии. 4 сентября 1962 года, после двух лет службы в Японии «Хигби» вернулся в США, в новый порт базирования Сан-Франциско. Там прошёл капитальный ремонт, направленный на улучшение боевых возможностей и продления срока службы в качестве активной единицы флота. 1 июня 1963 года получил техническое наименование DD-806.

## Война во Вьетнаме

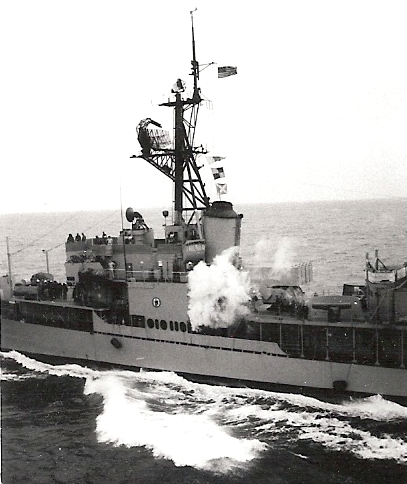
Эсминец Хигби в 1970-х. Сфотографирован с тяжёлого крейсера «Чикаго».

18 июля 1964 года «Хигби» прибыл на базу ВМС США Йокосука. Во время августовского инцидента в Тонкинском заливе эсминец осуществлял прикрытие 77-й АУГ (Task Force 77) в Южно-Китайском море. В феврале 1965 года «Хигби» производил поддержку 9-й морской бригады в Дананге. В мае участвовал в программе «Джемини» в западной части Тихого океана. 1 сентября принимал участие в спасении французского танкера, севшего на мель возле Рифа Скарборо. Весь сентябрь поддерживал артиллерийским огнём позиции армии Южного Вьетнама. На обратном пути к месту базирования совершил короткий визит в порт Гонконга. Находившаяся там принцесса Великобритании Маргарет посетила корабль.

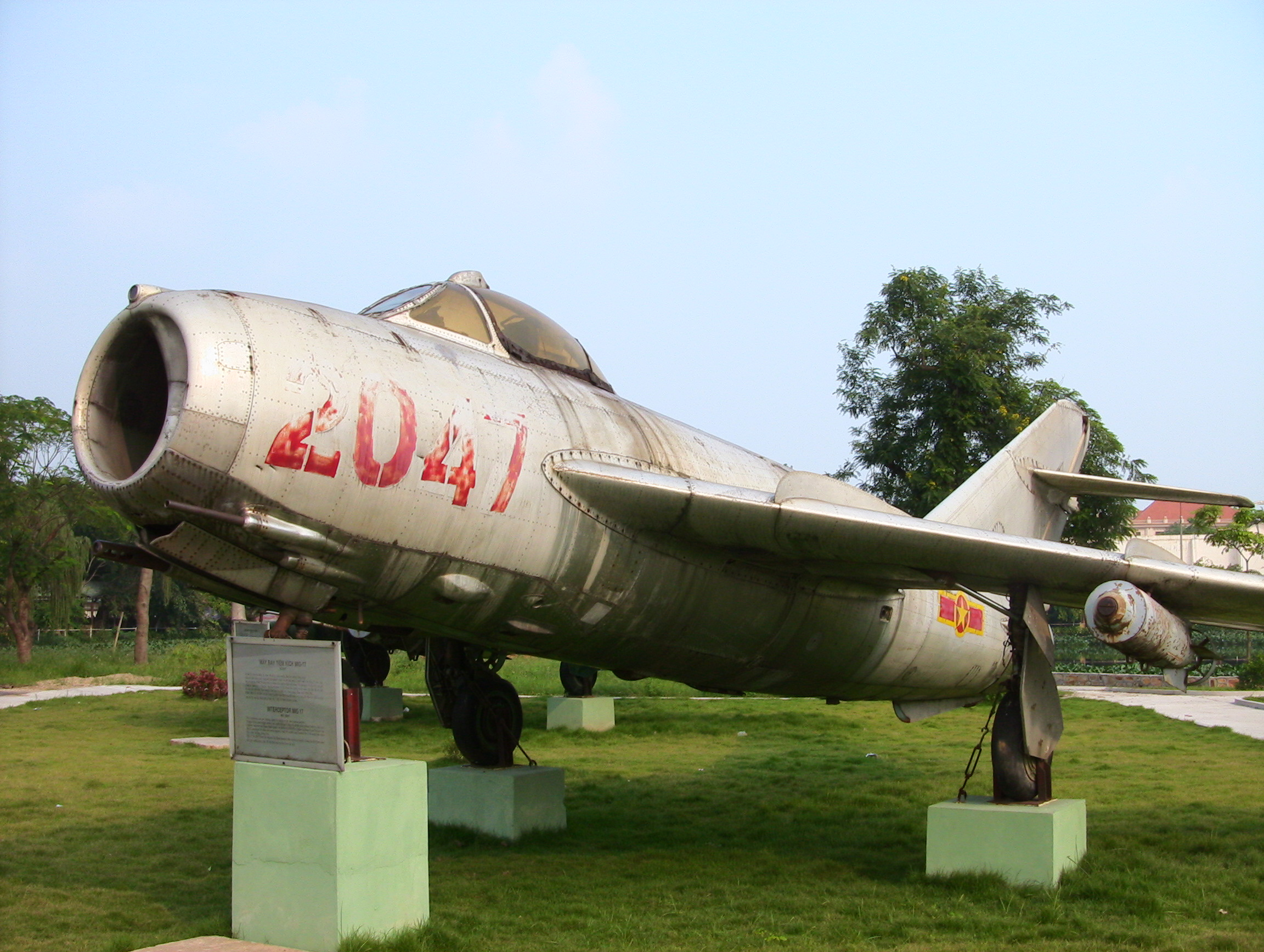
Вьетнамский МиГ-17, совершивший налёт на «Хигби» 19 апреля 1972 года.

Во время плавания к северо-востоку от острова Лусон, в конце января 1966 года «Хигби» встретил советское гидрографическое судно «Гидрофон». Возвращаясь в апреле в Южный Вьетнам, эсминец обстрелял позиции вьетконговцев в районе мыса Сен-Жак и устья реки Сайгон. 17 июня покинул базу Йокосука, прибыв в Лонг-Бич — новый порт пребывания. Первая половина 1967 года была потрачена для крупного ремонта, прежде чем корабль вернулся на театр военных действий во Вьетнаме.
19 апреля 1972 года произошёл бой в Тонкинском заливе между несколькими кораблями ВМС США, обстреливающими побережье, и северовьетнамскими ВМФ и двумя самолётами ВВС. В ходе боя сброшенной с одного МиГ-17 250-килограммовой бомбой было уничтожено кормовое пятидюймовое орудие эсминца «Хигби». Были ранены четыре американских моряка. Второй МиГ-17, пилотируемый Нгуен Ван Бейем, нанёс незначительные повреждения лёгкому крейсеру «Оклахома». Для ВМФ США это была первая атака с воздуха на американские корабли со времён Второй мировой войны. Также американцы полагают, что им впервые удалось сбить советскую крылатую ракету. По результатам боя, вьетнамцы отступили, а американцы продолжили обстрел побережья.

## Послевоенная судьба
Первое время «Хигби» числился как эсминец 27-й эскадры, базировавшейся в Лонг-Бич, штат Калифорния. После мая 1975 года выведен в резерв в Сиэтле, штат Вашингтон. Эсминец «Хигби» был списан и выведен из состава ВМС 15 июля 1979 года. Потоплен как мишень 24 апреля 1986 года в 240 км к западу от Сан-Диего 32°28′00″ с. ш. 119°58′00″ з. д..

## Награды
«Хигби» награждён звездой за службу во Второй мировой войне, а также семью звездами за службу в Корейской войне.